# المحكمة العليا (إسرائيل)
المحكمة العليا في إسرائيل (بالعبرية: בית המשפט העליון، بيت هاميشبات)، هي أعلى سلطة قضائية في إسرائيل، ولها ولاية قضائية استئنافية نهائية على جميع المحاكم الأخرى، وفي بعض الحالات ولاية قضائية أصلية. يُعينوا - عادةً - تعيينًا دائمًا حتى سن السبعين، وهو جيل التقاعد للقضاة في المحكمة العليا. كما يعين قضاة مؤقتون أيضًا. المحكمة أقيمت عام 1948, تترأسها حاليا، القاضي آشر غرونيس.
تتكون المحكمة العليا من 15 قاضيًا يعينهم رئيس إسرائيل، بناءً على ترشيح من لجنة اختيار القضاة. بمجرد تعيينهم، يخدم القضاة حتى التقاعد في سن 70 عامًا ما لم يستقيلوا أو يُعزلوا من مناصبهم. أصبح إسحاق أميت رئيسًا بالنيابة للمحكمة العليا في إسرائيل في 1 أكتوبر 2024 بعد تنحي فوجلمان، حتى يتم تعيين رئيس دائم من قبل لجنة اختيار القضاة، والذي قد يحدث في وقت ما في نوفمبر. وتقع المحكمة في الحرم الحكومي في تلة الشيخ بدر (جفعات رام) بالقدس المحتلة، على بعد حوالي نصف كيلومتر من الهيئة التشريعية الإسرائيلية، الكنيست.
عند الحكم كمحكمة العدل العليا (بالعبرية: בֵּית מִשְׁפָּט גָּבוֹהַּ לְצֶדֶק، بيت مشبات غافو لتسيدك؛ والمعروفة أيضًا باسم اختصارها باجاتز، בג"ץ)، تحكم المحكمة في شرعية قرارات سلطات الدولة: قرارات الحكومة، وقرارات السلطات المحلية وغيرها من الهيئات والأشخاص الذين يؤدون وظائف عامة بموجب القانون، والتحديات المباشرة لدستورية القوانين التي يسنها الكنيست. يجوز للمحكمة مراجعة تصرفات سلطات الدولة خارج إسرائيل.
بموجب مبدأ السابقة القضائية الملزمة، فإن أحكام المحكمة العليا ملزمة لكل محكمة أخرى، باستثناء نفسها. وعلى مر السنين، حكمت المحكمة في العديد من القضايا الحساسة، بعضها يتعلق بالصراع الإسرائيلي الفلسطيني، وحقوق المواطنين العرب، والتمييز بين الجماعات اليهودية في إسرائيل.
في 24 يوليو 2023، أقر الكنيست مشروع قانون لمنع المحكمة العليا من "النظر في معقولية قرار الحكومة أو رئيس الوزراء أو أي وزير آخر"، مما من شأنه أن يقلل من سلطة المحكمة العليا في التحقق من تصرفات الحكومة المستقبلية. في 1 يناير 2024، ألغت المحكمة العليا مشروع القانون في قرار بأغلبية 8-7.

## تاريخها
عارض مؤسس دولة الاحتلال الإسرائيلي "ديفيد بن غوريون" فكرة وضع دستور بعد افتتاح المحكمة الإسرائيلية العليا عام 1948، إذ اعتبر مع الأحزاب الأرثوذكسية التي تشكَّلت منها حكومته أن الدستور يُدمِّر الهوية اليهودية للدولة الجديدة، ما أبقى على الدولة بدون دستور مكتوب، مكتفية بمجموعة من القوانين الأساسية لتسيير الحياة القضائية فيها. ومنذ عام 1953، اختير القضاة الجدد بالمحكمة العُليا في إسرائيل بواسطة لجنة مكوَّنة من ثلاثة قضاة من المحكمة العُليا ووزيرَيْن وعضوين بالكنيست وعضوين بنقابة المحامين، واستلزم التعيين اتفاق سبعة من الأعضاء التسعة، ومن ثمَّ لم تستطع أي مؤسسة منهم الهيمنة دون موافقة الأخرى.

## التعيينات القضائية
يتم تعيين قضاة المحكمة العليا من قبل رئيس إسرائيل، من الأسماء التي تقدمها لجنة اختيار القضاة، والتي تتكون من تسعة أعضاء: ثلاثة قضاة من المحكمة العليا (بما في ذلك رئيس المحكمة العليا)، ووزيران في مجلس الوزراء (أحدهما وزير العدل)، وعضوان في الكنيست، وممثلان عن نقابة المحامين في إسرائيل. يتطلب تعيين قضاة المحكمة العليا أغلبية 7 من أصل 9 أعضاء في اللجنة، أو أقل باثنين من عدد الحاضرين في الاجتماع.
يجب أن يتمتع جميع المرشحين للتعيين في المحكمة العليا بخبرة لا تقل عن خمس سنوات كقاضي محكمة جزئية أو ما لا يقل عن عشر سنوات من الخبرة القانونية المهنية بما في ذلك خمس سنوات على الأقل من ممارسة القانون في إسرائيل. يمكن التنازل عن هذه المتطلبات لشخص معترف به باعتباره "قانونيًا بارزًا"، على الرغم من أن هذه الفئة الخاصة لم تُستخدم إلا مرة واحدة للتعيين.
إن أجهزة الدولة الثلاث ـ السلطة التشريعية والتنفيذية والقضائية ـ بالإضافة إلى نقابة المحامين ممثلة في لجنة ترشيح القضاة. وعلى هذا فإن تشكيل الهيئة القضائية، من خلال طريقة التعيين القضائي، يتم من قبل كافة السلطات مجتمعة.
لا يجوز عزل قضاة المحكمة العليا من مناصبهم إلا بقرار من محكمة التأديب المكونة من قضاة يعينهم رئيس المحكمة العليا، أو بناء على قرار من لجنة اختيار القضاة - بناءً على اقتراح وزير العدل أو رئيس المحكمة العليا - بموافقة سبعة من أعضائها التسعة.
"يؤهل لتعيين قاضي في المحكمة العليا كل من شغل منصب قاضي في محكمة مركزية لمدة خمس سنوات، أو شخص مسجل أو يحق له التسجيل في سجل المحامين، وكان يعمل في مهنة المحاماة لمدة لا تقل عن عشر سنوات - بشكل متواصل أو متقطع، منها خمس سنوات على الأقل في إسرائيل - أو خدم في منصب قضائي أو وظيفة قانونية أخرى في خدمة دولة إسرائيل أو خدمة أخرى كما هو محدد في اللوائح في هذا الصدد، أو قام بتدريس القانون في جامعة أو مدرسة عليا كما هو محدد في اللوائح في هذا الصدد. ويمكن أيضًا تعيين "رجل قانون بارز" في المحكمة العليا."
يتم تحديد عدد قضاة المحكمة العليا بقرار من الكنيست، ويوجد حاليًا 13 قاضيًا في المحكمة العليا مع وجود مكانين شاغرين.
يتولى رئاسة المحكمة العليا وعلى رأس النظام القضائي ككل رئيس المحكمة العليا ونائبه. ويظل القاضي في منصبه حتى بلوغه سن السبعين، أو حتى استقالته، أو وفاته، أو يتولى رئاسة المحكمة العليا وعلى رأس النظام القضائي ككل رئيس المحكمة العليا ونائبه. ويظل القاضي في منصبه حتى بلوغه سن السبعين، أو حتى استقالته، أو وفاته، أو تعيينه في منصب لا يسمح له بالاستمرار في الخدمة كقاض، أو عزله من منصبه.

### Current judges
اعتبارًا من أكتوبر 2024، قضاة المحكمة العليا هم:
| المنصب                            | القاضي | القاضي              | القاضي                                             | تم ترشيحه من قبل | تم تعيينه من قبل | تاريخ البدء    | فترة الرئاسة | التقاعد المتوقع |
| --------------------------------- | ------ | ------------------- | -------------------------------------------------- | ---------------- | ---------------- | -------------- | ------------ | --------------- |
| القائم بأعمال رئيس المحكمة العليا |        | إسحاق أميت          | יצחק עמית (1958، إسرائيل)                          | يعقوب نيمان      | شمعون بيريز      | 14 أكتوبر 2009 | –            | 20 أكتوبر 2028  |
| قاضي المحكمة العليا               |        | نعوم سولبيرج        | נעם סולברג (1962، إسرائيل)                         | يعقوب نيمان      | شمعون بيريز      | 21 فبراير 2012 | –            | 22 يناير 2032   |
| قاضي المحكمة العليا               |        | دافني باراك-إيريز   | דפנה ברק-ארז (1965، الولايات المتحدة)              | يعقوب نيمان      | شمعون بيريز      | 31 مايو 2012   | –            | 2 يناير 2035    |
| قاضي المحكمة العليا               |        | ديفيد مينتز         | דוד מינץ (1959, المملكة المتحدة)                   | ايليت شاكيد      | رؤوفين ريفلين    | 13 يونيو 2017  | غير متاح     | 8 مايو 2029     |
| قاضي المحكمة العليا               |        | يوسف إلرون          | יוסף אלרון (1955, إسرائيل)                         | ايليت شاكيد      | رؤوفين ريفلين    | 30 أكتوبر 2017 | غير متاح     | 20 سبتمبر 2025  |
| قاضي المحكمة العليا               |        | يائيل ويلنر         | יעל וילנר (1959, إسرائيل)                          | ايليت شاكيد      | رؤوفين ريفلين    | 30 أكتوبر 2017 | N/A          | 22 سبتمبر 2029  |
| قاضي المحكمة العليا               |        | عوفر جروسكوبف       | עופר גרוסקופף (1969, إسرائيل)                      | ايليت شاكيد      | رؤوفين ريفلين    | 27 مارس 2018   | –            | 12 أكتوبر 2039  |
| قاضي المحكمة العليا               |        | اليكس شتاين         | אלכס שטיין (1957, الاتحاد السوفييتي, الآن مولدوفا) | ايليت شاكيد      | رؤوفين ريفلين    | 9 أغسطس 2018   | غير متاح     | 27 أكتوبر 2027  |
| قاضي المحكمة العليا               |        | جيلا كانفي شتاينيتز | גילה כנפי-שטייניץ (1958, إسرائيل)                  | جدعون ساعر       | إسحاق هيرتسوغ    | 6 مارس 2022    | N/غير متاح   | أكتوبر 2028     |
| قاضي المحكمة العليا               |        | خالد كبوب           | ח'אלד כבוב (1958, إسرائيل)                         | جدعون ساعر       | إسحاق هيرتسوغ    | 9 مايو 2022    | غير متاح     | 3 مارس 2028     |
| قاضي المحكمة العليا               |        | روث رونين           | רות רונן (1962, إسرائيل)                           | جدعون ساعر       | إسحاق هيرتسوغ    | 9 يونيو 2022   | غير متاح     | نوفمبر 2032     |
| قاضي المحكمة العليا               |        | يحيئيل كاشير        | יחיאל כשר (1961, إسرائيل)                          | جدعون ساعر       | إسحاق هيرتسوغ    | 9 يونيو 2022   | N/A          | 9 يونيو 2022    |
| قاضي المحكمة العليا               | –      | مقعد شاغر           | –                                                  | –                | –                | –              | –            | –               |
| قاضي المحكمة العليا               | –      | مقعد شاغر           | –                                                  | –                | –                | –              | –            | –               |

يعمل كيرين أزولاي وليور ميشالي شلوماي كقاضيين في محكمة الصلح (أو "مسجلين").

### رؤساء المحكمة
وفيما يلي قائمة بأسماء رؤساء المحكمة العليا:
- موسى سمويرا (1948–1954)
- إسحاق أولشان (1954-1965)
- شمعون أجرانات (1965–1976)
- يوئيل زوسمان (1976–1980)
- موشيه لاندو (1980-1982)
- إسحاق كاهان (1982-1983)
- مائير شمغار (1983-1995)
- أهارون باراك (1995-2006)
- دوريت بينيش (2006–2012)
- آشير جرونيس (2012–2015)
- مريم ناعور (2015–2017)
- إستير هايوت (2017–2023)
- عوزي فوجلمان (2023–2024)

## الصلاحيات
صلاحيات المحكمة العلية هي أربع صلاحيات أساسية:
- أن تعقد المحكمة بهيئة محكمة العدل العليا. ويتم انعقاد المحكمة على هذا النحو للبت في التماسات مقدمة من أي شخص(وفي بعض الأحيان من قبل جمعيات متخصصة باسم جمهور معين أو باسم مصلحة الجمهور بشكل عام، وفي حالات نادرة جدا من سلطة رسمية ضد سلطة رسمية أخرى) ضد سلطة رسمية في دولة إسرائيل.
- هيئة استئناف على قرارات الحكم الصادرة عن محكمة مركزية.
- جلسة إعادة نظر في قرارات أصدرتها المحكمة العليا نفسها، ويتم ذلك في حالات نادرة، بوجود إشكالية قضائية معقدة أو جديدة نسبيا.
- طلب إعادة محاكمة في قضية جزائية ويكون ذلك على أساس وجود أدلة جديدة في قضية معينة تتعارض مع أدلة قائمة أو في حالة إيجاد متهم آخر بارتكاب نفس التهمة أو في حالات نادرة في قضايا معينة يمكن أن تقيم الشك حول مصداقية وعدالة إدانة المتهم فيها.

## السابقة القضائية
بحسب قانون الأساس: الدستور, في القانون الإسرائيلي، فإن قرارات المحكمة العليا ملزمة لكل هيئة قضائية دونها. بينما هي غير ملزمة للمحكمة العليا ذاتها.